# Дюпюи, Адольф
Адольф Шарль Дюпюи (фр. Adolphe Dupuis; 16 апреля 1824, Париж — 24 октября 1891, Сен-Пьер-ле-Немур) — французский актёр.

## Биография
Сын Розы-Габриель Дюпюи (1786—1878), известной в своё время актрисы, игравшей роли первых любовниц.
Сперва выступал на сцене парижского театра Комеди Франсез и Théâtre du Gymnase Marie Bell.
Затем семнадцать лет (с 1860 по 1877 год) играл в Михайловском театре Санкт-Петербурга, занимая в труппе выдающееся положение. Был чтецом у детей императора Александра II и организатором литературных фестивалей, устраиваемых при императорском дворе.
Вернувшись в Париж, А. Дюпюи на сцене театра «Водевиль» долго ещё играл роли благородных отцов.
С успехом выступал в пьесах Александра Дюма, Жорж Санд, Эмиля Ожье и др.

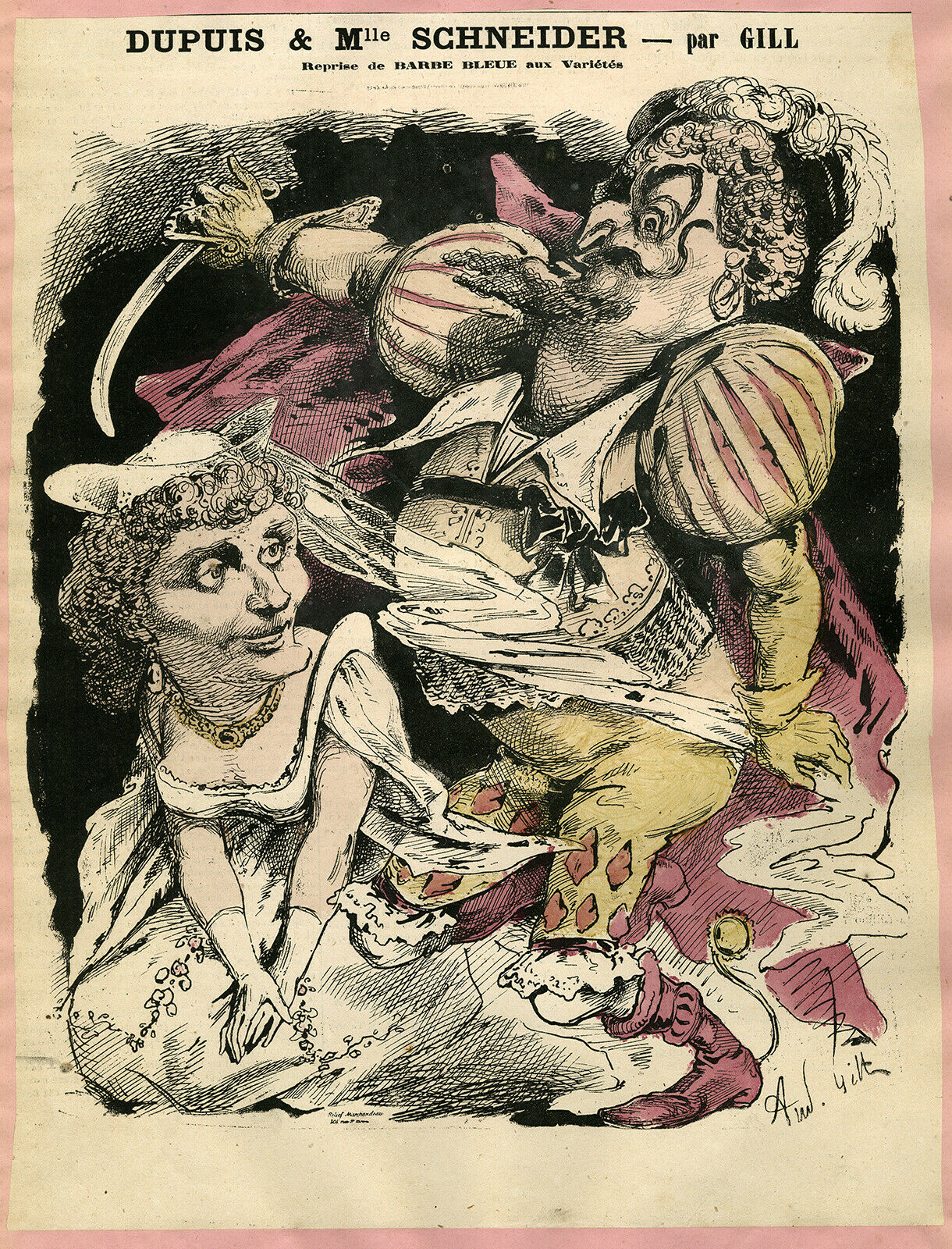
Карикатура на Адольфа Дюпюи. 1868

Блистал в водевилях.